# Universitat de Kansas
La Universitat de Kansas (en anglès University of Kansas i abreviat KU) és una universitat pública a l'estat de Kansas amb el campus a Lawrence, Kansas City i Overland Park, essent el campus principal el situat a Lawrence. La universitat fou fundada el 1865 pels ciutadans de Lawrence i sota la legislació de l'estat de Kansas. Els equips d'esports de la universitat són coneguts com els Kansas Jayhawks i participen en les competicions universitàries organitzades per la NCAA, formant part de la Big 12 Conference.